# Viaje al fin de la noche
Viaje al final de la noche (en francés: Voyage au bout de la nuit) es la primera novela de Louis-Ferdinand Céline. Esta obra semiautobiográfica sigue las aventuras de Ferdinand Bardamu en la Primera Guerra Mundial, el África colonial, los Estados Unidos y los suburbios pobres de París donde trabaja como médico.
La novela ganó el Prix Renaudot en 1932, pero dividió a los críticos debido a su descripción pesimista de la condición humana  y a su estilo innovador basado en el habla, la jerga y los neologismos de la clase trabajadora. Ahora es ampliamente considerada como una de las mejores novelas del siglo XX.

## Antecedentes
Céline comenzó a escribir la novela en 1929, mientras trabajaba como médico en una clínica pública en el suburbio obrero de Clichy en París. La obra se basa en sus experiencias en la caballería francesa durante la Primera Guerra Mundial, su tiempo en el África colonial como empleado de una empresa forestal francesa, su visita a los Estados Unidos en 1925 como funcionario de salud de la Sociedad de Naciones y sus experiencias como un médico en París. Completó la novela a finales de 1931 y la envió a dos pequeñas editoriales y a la importante editorial Gallimard, antes de que fuera aceptada por una cuarta editorial, Denoël et Steele, que recientemente había tenido éxito con L'Hôtel du Nord de Eugène Dabit. Viaje al final de la noche se publicó en octubre de 1932.
El título proviene de la primera estrofa de una canción atribuida por el autor a la Guardia Suiza (1793), y cuya traducción al francés es el epígrafe del libro de Céline: «Notre vie est un voyage / Dans l'Hiver et dans la Nuit / Nous cherchons notre passage / Dans le Ciel où rien ne luit» (Nuestra vida es un viaje / A través del invierno y la noche; / Buscamos nuestro camino / En un cielo sin luz). De hecho, la Guardia Suiza fue abolida en Francia en 1792. El texto es del poema Die Nachtreise (1792) de Karl Ludwig Giesecke. Friedrich Wilke lo musicalizó y fue asociado con la invasión napoleónica de Rusia, en la que se desplegaron algunos regimientos suizos.

## Trama
Ferdinand Bardamu es un joven estudiante de medicina parisino que, en un arranque de entusiasmo, se alista voluntariamente en el ejército francés al estallar la Primera Guerra Mundial. Durante su primer enfrentamiento con el enemigo, decide que la guerra no tiene ningún sentido y que no quiere participar en ella. Estando solo en una misión de reconocimiento nocturna, conoce a un reservista francés llamado Léon Robinson, que quiere ser capturado por los alemanes para poder pasar la guerra en la relativa seguridad de un campo de prisioneros. Bardamu y Robinson se dirigen a un pueblo francés, pero no hay alemanes a los que puedan rendirse. Decepcionados, se van por caminos separados.
El protagonista es herido en acción y recibe la médaille militaire. En una licencia de convalecencia en París, conoce a una enfermera voluntaria estadounidense llamada Lola con quien tiene una aventura. Visitan un parque de atracciones donde Bardamu sufre una crisis nerviosa en la galería de tiro. Le dice a Lola que rechaza la guerra porque no quiere morir por nada. Lola opina que es un cobarde y lo deja.
Bardamu comienza una relación con Musyne, una violinista, quién, sin embargo, pronto lo deja por una sucesión de ricos argentinos que se han beneficiado de la guerra. Es trasladado a un hospital especializado en electroterapia y psicología patriótica. Finalmente, se le declara psicológicamente no apto para el servicio y se le da de baja del ejército.
El protagonista viaja al África colonial francesa donde lo ponen a cargo de un puesto comercial en la jungla. Descubre que el puesto es solo una choza en ruinas, y que el hombre al que está relevando es Robinson, quien le dice que la empresa engaña a sus empleados y a los nativos, por lo que es sensato engañarla también. Robinson se escapa durante la noche. Al cabo de unas semanas, Bardamu coge fiebre y prende fuego al puesto comercial en su delirio. Temiendo el castigo por defraudar a la empresa, Bardamu decide huir a la costa. Los nativos del pueblo cercano lo llevan, delirando por la fiebre, a una colonia española donde un sacerdote lo vende a un armador como esclavo en las galeras.
El barco zarpa hacia Nueva York, donde Bardamu es puesto en cuarentena hasta que se le pasa la fiebre. Habla para conseguir un trabajo con las autoridadades encargadas de la cuarentena y lo envían a Manhattan a hacer un recado. Va en busca de Lola y finalmente la rastrea. Ahora es rica y está ansiosa por deshacerse de él. Ella le da cien dólares y él se va a Detroit en busca de trabajo. Trabaja en la línea de montaje de Ford Motor Company, pero encuentra el trabajo agotador y deshumanizante. Se enamora de una prostituta llamada Molly que quiere que se establezca con ella en Estados Unidos pero él le confiesa su manía por escapar de cualquier situación en la que se encuentre. Se encuentra con Robinson y se sorprende al saber que no ha logrado hacer nada por sí mismo en Estados Unidos. Decide regresar a Francia y terminar su formación médica.
De vuelta en París, Bardamu completa sus estudios de medicina y comienza una práctica en el sombrío suburbio de Rancy. La mayoría de los residentes son demasiado pobres para pagarle y él se ocupa principalmente de las consecuencias de los abortos fallidos y se hace cargo de casos sin esperanza que otros médicos no quieren tratar. Sus pacientes incluyen a Madame Henrouille y su esposo, cuya madre, la abuela Henrouille, vive en un cobertizo detrás de su casa. Quieren que la internen en un manicomio, pero Bardamu se niega a ayudarlos. Contratan a Robinson para que la mate, pero la trampa explosiva que le prepara le explota en la cara y lo deja ciego. En un intento por silenciar el escándalo, los Henrouille hacen arreglos para que Robinson y la abuela Henrouille administren una exhibición de momias en la cripta de una iglesia en Toulouse. La anciana convierte la exhibición en una empresa rentable. Robinson, cuya vista está mejorando gradualmente, se compromete con una mujer llamada Madelon que vende velas en la iglesia y lo ha estado cuidando. Robinson y Madelon planean asesinar a la abuela Henrouille y hacerse cargo de la exhibición. Una noche, Robinson empuja a la anciana por la empinada escalera que conduce a la cripta, matándola.
Mientras tanto, Bardamu encuentra trabajo en un manicomio en las afueras de París. El director del asilo, el Dr. Baryton, comienza a recibir lecciones de inglés de Bardamu. Conmovido por los poetas isabelinos y la trágica historia de la Rebelión de  Monmouth, Baryton pierde todo interés por la psiquiatría y parte hacia Inglaterra, poniendo a Bardamu a cargo del manicomio.
Robinson encuentra a Bardamu y le explica que ha dejado a Madelon y su lucrativo trabajo en la cripta porque no la soporta. Bardamu le permite quedarse en el asilo y le da un trabajo de baja categoría. Madelon rastrea a Robinson y amenaza con entregarlo a la policía si no se casa con ella. Sophie, una enfermera del asilo, sugiere que ella y Bardamu deberían tener una cita doble con Robinson y Madelon para reconciliarlos. Los cuatro van a un carnaval, pero durante el viaje en taxi de regreso al manicomio, Robinson le dice a Madelon que no quiere estar con ella porque ella le repugna. Tienen una discusión violenta, ella le dispara y huye. Robinson muere y Bardamu reflexiona que aún no ha podido encontrar una idea más grande que la muerte.

## Personajes principales
- Ferdinand Bardamu: el narrador
- León Robinson: su amigo, casi su doble. Aparece en momentos decisivos y el libro termina cuando desaparece.
- Alcide: su colega en África
- Lola: una estadounidense a quien conoce en París y luego reencuentra en Manhattan
- Musyne: una violinista a quien conoce en París
- Molly: una estadounidense a quien conoce en Detroit
- Bébert: niño a quien conoce en los suburbios de París
- La tía de Bébert
- La familia Henrouille (la nuera, su marido y su suegra)
- Parapine: investigador del Instituto Pasteur, médico y amante de las chicas demasiado jóvenes
- Baryton: psiquiatra
- Madelon: amante de Robinson (y de Bardamu, en ocasiones)
- Sophie: Enfermera eslovaca, amante de Bardamu
- El padre Protiste

## Temas
La obra comienza con las palabras: "Viajar es muy útil, hace trabajar la imaginación. El resto no son sino decepciones y fatigas. Nuestro viaje es por entero imaginario. A eso se debe su fuerza." José Luis Ramanillos opina que Céline “presenta este viaje nihilista como nada menos que la experiencia de la modernidad misma: la carnicería sin sentido de los países y naciones modernos en la guerra, el despliegue racista del poder colonial en África, el crecimiento lento del capital financiero en Manhattan, el desarrollo de modos alienantes de producción en Detroit, y la producción de pobreza y mala salud en las ciudades. El viaje dramatiza este nihilismo espacialmente al componer un movimiento narrativo circular, que niega significados típicamente atribuidos al viaje como vida y encuentro afirmativo, de superación personal o experiencia educativa. Al comenzar y terminar en 'Place Clichy', en París, la novela presenta una circularidad sin progreso. Las diferentes secuencias espaciales de los novela -París, Flandes, África, Norteamérica, París- no son pasos hacia algo. En cada etapa de la narración, estamos en un camino circular asomándonos al centro vacío de un círculo o lavabo, la única verdad o 'destino' que ofrece la novela es la muerte, el fin de la noche.” 
Viaje al final de la noche refleja una visión pesimista de la condición humana en la que el sufrimiento, la vejez y la muerte son las únicas verdades eternas. La vida es miserable para los pobres, fútil para los ricos, y las esperanzas de progreso y felicidad humana son ilusorias.
El biógrafo de Céline, Patrick McCarthy, sostiene que el odio es un tema central de la novela. El hombre céliniano sufre un pecado original de odio malicioso, pero no hay Dios que lo redima. El odio les da a los personajes “una razón concreta, aunque ilusoria, de su infelicidad”. Además: “El rasgo característico del odio celiniano es que es gratuito: no se tiene aversión porque el objeto del desagrado haya hecho daño, uno odia porque tiene que hacerlo”.
La guerra es otro tema importante. Según Merlin Thomas, Céline presenta el horror y la estupidez de la guerra como una fuerza implacable que “convierte al individuo corriente en un animal que sólo intenta sobrevivir”. Son los pobres los que siempre sufren más. Bardamu ve la guerra simplemente como un medio para que los ricos sacrifiquen a los pobres.
Céline también explora el tema de la supervivencia en un mundo hostil. Aunque el hombre celiniano no puede escapar de su destino, según McCarthy: “tiene cierto control sobre su muerte. No necesita ser sacrificado arbitrariamente en la batalla y no necesita cegarse con diversiones. Puede elegir enfrentarse a la muerte, un proceso más doloroso pero más digno”.
Thomas señala que Bardamu aprende que aunque los pobres y los débiles no pueden evitar su destino, pueden elegir el desafío. “Si eres débil, obtendrás fuerza despojando a aquellos a quienes temes de todo el prestigio que pretenden poseer. […] La actitud de desafío que acabamos de describir es un elemento de esperanza y salvación personal”.
Bardamu también encuentra algo de consuelo al contemplar la belleza y los raros ejemplos de bondad humana. Bardamu admira a Molly no solo por su belleza física sino también por su simple generosidad. Cuando Alcide se ofrece como voluntario para otra temporada en el África colonial con el fin de pagar la educación de su sobrina huérfana, Bardamu piensa que está actuando tontamente, pero admira sus buenas intenciones.

## Estilo
En Viaje al final de la noche, Céline desarrolló un lenguaje literario único basado en el francés hablado de la clase trabajadora, la jerga médica y náutica, los neologismos, las obscenidades y la jerga especializada de los soldados, marineros y el inframundo criminal. Al revisar la novela en 1932, un crítico de Les Nouvelles Littéraires elogió su "lenguaje extraordinario, la altura de lo natural y lo artificial", mientras que el crítico de Le Populaire de Paris lo condenó como mera vulgaridad y obscenidad.
La novela es una narración en primera persona. Thomas describe la voz narrativa como clínica y distante: la voz del médico experimentado que observa el mundo a través de los ojos de su alter ego juvenil Bardamu. El tono clínico se asocia frecuentemente con comentarios sardónicos y humor negro derivados de los esfuerzos inútiles de los personajes por controlar su entorno y escapar de su destino. Como señala McCarthy: “No es solo que todos los hombres deben morir, sino que cada momento de sus vidas se vuelve inútil. Todo lo que hacen es ridículo”.
La voz narrativa clínica y desapegada en ocasiones da paso a un delirio alucinatorio. A veces esto se asocia con fiebre o estrés psicológico, a veces se presenta sin causa aparente. Vitoux afirma: “El delirio es el segundo estado de la existencia que aleja la realidad aburrida y prosaica, y cuyo exceso hace al escritor (como a su héroe) incomparablemente clarividente en el fondo mismo de su miseria, permitiéndole distinguir la verdadera poética y convulsas realidades contenidas en la vida y la muerte.” 

## Recepción
La novela provocó una gran atención de la crítica y atrajo a admiradores y detractores de todo el espectro político. Algunos elogiaron sus temas anarquistas, anticolonialistas y antimilitaristas, mientras que un crítico la condenó como “las confesiones cínicas y burlonas de un hombre sin coraje ni nobleza”. La novela fue la favorita para el Prix Goncourt de 1932. Cuando el premio fue otorgado a Les Loups de Guy Mazeline, el escándalo resultante aumentó la publicidad de la novela de Céline, que vendió 50.000 copias en los dos meses siguientes. La obra fue galardonada con el Prix Renaudot en 1932. El libro se considera hoy día como una de las grandes obras de la literatura europea. En 2003, la novela apareció en la lista de The Guardian de las "100 mejores novelas de todos los tiempos". En 1999 ocupó el sexto lugar en la lista de Le Monde de las 100 novelas del siglo XX.
Mario Vargas Llosa opinó que "Céline fue un extraordinario escritor, seguramente el más importante novelista francés del siglo XX después de Proust, y que, con la excepción de En busca del tiempo perdido y La condición humana de Malraux, no hay en la narrativa moderna en lengua francesa nada que se compare en originalidad, fuerza expresiva y riqueza creadora a las dos obras maestras de Céline: Viaje al final de la noche (1932) y Muerte a crédito (1936) [...] Las mismas pasiones sombrías y destructivas que animaron a Céline desde la atroz experiencia que fue para él la I Guerra Mundial, le permitieron representar, en dos novelas fuera de serie, el mundillo feroz de la mediocridad, el resentimiento, la envidia, los complejos, la sordidez de un vasto sector social, que abarcaba desde el lumpen hasta las capas más degradadas en sus niveles de vida de las clases medias de su tiempo. En esas farsas grandiosas, la vulgaridad y las exageraciones rabelesianas alternan con un humor corrosivo, un deslumbrante fuego de artificio lingüístico y una sobrecogedora tristeza.." 